# Кингстаун (Мериленд)
Кингстаун (енгл. Kingstown) насељено је место без административног статуса у америчкој савезној држави Мериленд.

## Демографија
По попису из 2010. године број становника је 1.733, што је 89 (5,4%) становника више него 2000. године.
| Група             | 2000.         | 2010.         |
| Белци             | 1.520 (92,5%) | 1.575 (90,9%) |
| Афроамериканци    | 101 (6,1%)    | 91 (5,3%)     |
| Азијати           | 8 (0,5%)      | 20 (1,2%)     |
| Хиспаноамериканци | 9 (0,5%)      | 32 (1,8%)     |
| Укупно            | 1.644         | 1.733         |